# Florencia de Sensi
María Florencia De Sensi (Argentina; 22 de enero de 1988) es una abogada y política argentina del partido Propuesta Republicana. Es Diputada de la Nación Argentina por Buenos Aires desde 2023.

## Biografía
De Sensi es procuradora, graduada de la Universidad Austral y la Universidad Católica Argentina.
En las elecciones legislativas de 2019 fue candidata a diputada nacional, donde ocupó el lugar 20° en la lista de Juntos por el Cambio. Luego, en las elecciones legislativas de 2021 ocupó el lugar 16° como candidata en la misma lista, quedando fuera del Congreso tan solo por una banca.
En diciembre de 2023, De Sensi asumió como Diputada de la Nación Argentina por Buenos Aires, en reemplazo de Graciela Ocaña.